# 张春霆
张春霆（1936年9月19日—），男，山东烟台人，中国生物信息学家，天津大学教授，中国科学院院士。

## 生平
1961年毕业于复旦大学物理系，1965年同校研究生毕业。1995年当选为中国科学院院士。